# Ori and the Will of the Wisps
Ori and the Will of the Wisps est un jeu vidéo de plates-formes et d'aventure développé par Moon Studios et édité par Xbox Game Studios, sorti le 11 mars 2020 sur Xbox One et Microsoft Windows. Annoncé lors de la conférence de Microsoft à l'E3 2017, il fait suite à Ori and the Blind Forest sorti en 2015. Le jeu sort également sur Nintendo Switch le 17 septembre 2020, ainsi que sur les Xbox Series à leur sortie le 10 novembre 2020.

## Système de jeu
Ori and the Will of the Wisps est un jeu de plates-formes en deux dimensions dans lequel le joueur incarne Ori, un esprit sylvestre blanc. Le système de combat du précédent opus est revu, notamment par l'ajout d'armes que peut porter Ori. Moon Studios affirme avoir étudié et s'être inspiré de jeux sortis après Ori and the Blind Forest, comme Hollow Knight ou Axiom Verge.

## Résumé
- Si vous ne connaissez pas le sujet, laissez ce bandeau (vous pouvez alors contacter les auteurs).
- Si vous supprimez le contenu mis en cause (vous pouvez préalablement contacter les auteurs),

argumentez précisément cette suppression dans la page de discussion
(un manque de référence n'est pas un argument ; une recherche réelle de référence doit avoir été effectuée, être formellement documentée).
Le jeu commence peu après les événements de Ori and the Blind Forest à Nibel. Ori admire le paysage depuis le Nid d'Hirondelles avant d'être appelé par Gumo pour assister à un heureux événement. Le dernier œuf de Kuro sauvé des flammes dans le premier opus éclot, donnant naissance à Kun. L'oiseau est né avec une aile endommagée, le rendant incapable de voler avant que Gumo n'appose la plume de Kuro sur son aile. Kun et Ori s'envolent pour finalement se rendre à Niwen, où une tempête provoque la séparation d'Ori et Kun.
Tombé dans le marais de Mornonde, Ori se met à la recherche de Kun et vient à faire la rencontre de Kwolok, un crapaud géant protecteur des Mokis, petits êtres peuplant le marais. Il demande par la suite à Ori de refaire fonctionner le Moulin de La Source pour ainsi purifier l'eau de Niwen et permettant à Ori d'entrer dans le Bois du Silence, le cimetière des hiboux où Kun était tombée. Kwolok donne également à Ori un feu follet, la Voix de la forêt, pour les guider dans leur voyage. Pendant qu'Ori entre dans les Clairières de la Source, Naru et Gumo, réalisant où se trouvent Ori et Kun, se dirigent vers Niwen grâce à un radeau. Ori réussit à purifier l'eau à nouveau en refaisant tourner le Moulin. Par la suite, celui-ci se rend dans le Bois du Silence et finit par retrouver Kun mais les deux amis rencontrent brièvement Shriek, un hibou squelettique né orphelin à la naissance dans la cendre et la poussière et rejeté par le reste de son espèce à cause de son physique. Ori et Kun tentent d'échapper au Bois du Silence et à Shriek, mais celle-ci les découvre et, dans un élan de rage, sépare Ori de Kun puis blesse très gravement cette dernière qui se retrouve plongée dans un profond sommeil.
De retour à la caverne de Kwolok avec Kun blessée, le crapaud explique que la Voix de la forêt n'est pas à pleine puissance et en tant que tel, est incapable d'aider Kun dans son état actuel. En raison du décès du Saule Esprit, la lumière qu'il transportait s'est brisée et s'est dispersée à travers Niwen, laissant la forêt vulnérable à la corruption et au déclin qui ont tué tous les esprits gardiens du Saule et les hiboux dans le Bois du Silence dont les parents de Shriek avant sa naissance. Kwolok demande à Ori de rechercher les quatre autres feux follets: la Mémoire dans le territoire enneigé de Baur au Nord, les Yeux dans les Tréfonds de Fongesylve au Sud, la Force dans les Bassins de Luma à l'Ouest et le Cœur de la forêt dans les Ruines d'Âprevent à l'Est, et de les fusionner avec la Voix pour reformer la lumière du Saule Esprit. Au cours de ce voyage, il rencontre à nouveau Kwolok dans les Bassins de Luma, sous le contrôle d'une créature hostile rencontrée précédemment par Ori dans le Moulin de La Source. Ori brise son contrôle sur Kwolok, permettant à Kwolok de tuer la créature. Affaibli par le combat, Kwolok meurt peu de temps après. Dans ses dernières paroles, Kwolok plaide pour qu'Ori veille sur Niwen, déclarant qu'Ori est peut-être le seul à pouvoir le faire.
Ori trouve finalement les cinq feux follets et les fusionne pour reformer Seir, la lumière dorée. Ori et Seir se dirigent vers la Crête Larmoyante leur permettant de rejoindre le Saule Esprit, mais ils sont pris en embuscade par Shriek au Terrain de Chasse. Alors qu'elle s'apprête à leur infliger le coup de grâce, Seir attaque Shriek pour défendre Ori, Shriek est repoussée et Ori tente de la faire revenir à la Lumière. Shriek, aveuglée par la rage et les ténèbres, rejette la gentillesse d'Ori et s'enfuit. En arrivant au Saule Esprit, Seir le fait revivre pendant un instant, l'arbre déclare à Ori qu'il ne peut plus porter Seir et lui demande de fusionner avec Seir pour restaurer Niwen, Ori devrait donc abandonner sa vie qu'il mène avec sa nouvelle famille. Avant que Seir ne puisse fusionner avec Ori, Shriek réapparaît et attrape la Lumière dorée avec ses serres. Après une dure bataille, Ori bat Shriek, qui, toujours réticente à accepter le changement, retourne dans le Bois du Silence. Blessée, elle rejoint ses parents décomposés pour s'y glisser sous une de leurs ailes à la recherche d'un réconfort impossible.
Pendant ce temps, Ori, lui aussi blessé, rampe vers la Lumière ; il abandonne la plume de Kuro juste avant de fusionner avec Seir pour ne faire plus qu'un avec celle-ci. Ainsi, Niwen renaît petit à petit de ses cendres. Arrivés à Niwen plus tôt, Naru et Gumo découvrent le corps de Kun veillé par plusieurs Mokis. En pleurs à la suite de cette découverte, ils assistent par la suite à la renaissance de la forêt. Kun renaît grâce au sacrifice d'Ori, son aile endommagée dès la naissance l'empêchant de voler est réparée grâce à ce processus. À la suite de cet événement, Kun, Naru et Gumo retrouvent le lieu où Ori et Seir ont fusionné. Croyant ne plus revoir leur ami, ils assistent devant leurs yeux à l'éclosion d'une graine donnant naissance à un nouvel Arbre aux Esprits. Les trois travaillent ensemble pour permettre à l'arbre de s'épanouir. C'est à ce moment qu'on découvre que le narrateur du jeu n'est autre qu'Ori racontant son périple avant qu'il ne devienne le nouveau gardien de Niwen, narrant les événements qui ont précédé sa fusion avec Seir. Au fil du temps, l'Arbre aux Esprits grandit et la vie reprend son cours. Le jeu se termine avec le renouvellement du cycle, durant un coup de vent, un nouveau gardien spirituel se détache de l'arbre nous rappelant les premiers instants de l'opus précédent : la boucle est bouclée.

## Développement
Le jeu est annoncé lors de la conférence de Microsoft à l'E3 2017. Une seconde bande-annonce à l'E3 2018 annonce une sortie en 2019. Celle-ci est finalement reportée au 11 février 2020 à l'E3 2019, puis repoussée d'un mois supplémentaire aux Game Awards 2019. Une version améliorée pour Xbox Series est prévue pour fin 2020.
Comme celle du précédent opus, la bande-son est composée par Gareth Coker,.

## Accueil
Ori and the Will of the Wisps reçoit à sa sortie un très bon accueil critique, Metacritic lui donnant les notes de 90/100 et 88/100 sur Xbox One et PC respectivement,. Le portage Nintendo Switch est également très bien reçu, avec 93/100 sur Metacritic, notamment pour sa qualité technique.
Fin juin 2020, trois mois après sa sortie mondiale, Moon Studios annonce que plus de 2 millions de personnes ont téléchargé ce second opus.